# Flamets-Frétils
Flamets-Frétils település Franciaországban, Seine-Maritime megyében. Lakosainak száma 160 fő (2022. január 1.). Flamets-Frétils Auvilliers, Beaussault, Le Caule-Sainte-Beuve, Conteville, Graval, Illois, Mortemer, Nesle-Hodeng és Ronchois községekkel határos.

## Népesség
A település népességének változása:
| Lakosok száma | 177  | 168  | 174  | 162  | 164  | 163  | 162  | 161  | 160  |
|               | 2013 | 2015 | 2016 | 2017 | 2018 | 2019 | 2020 | 2021 | 2022 |